# Élections municipales albertaines de 2021

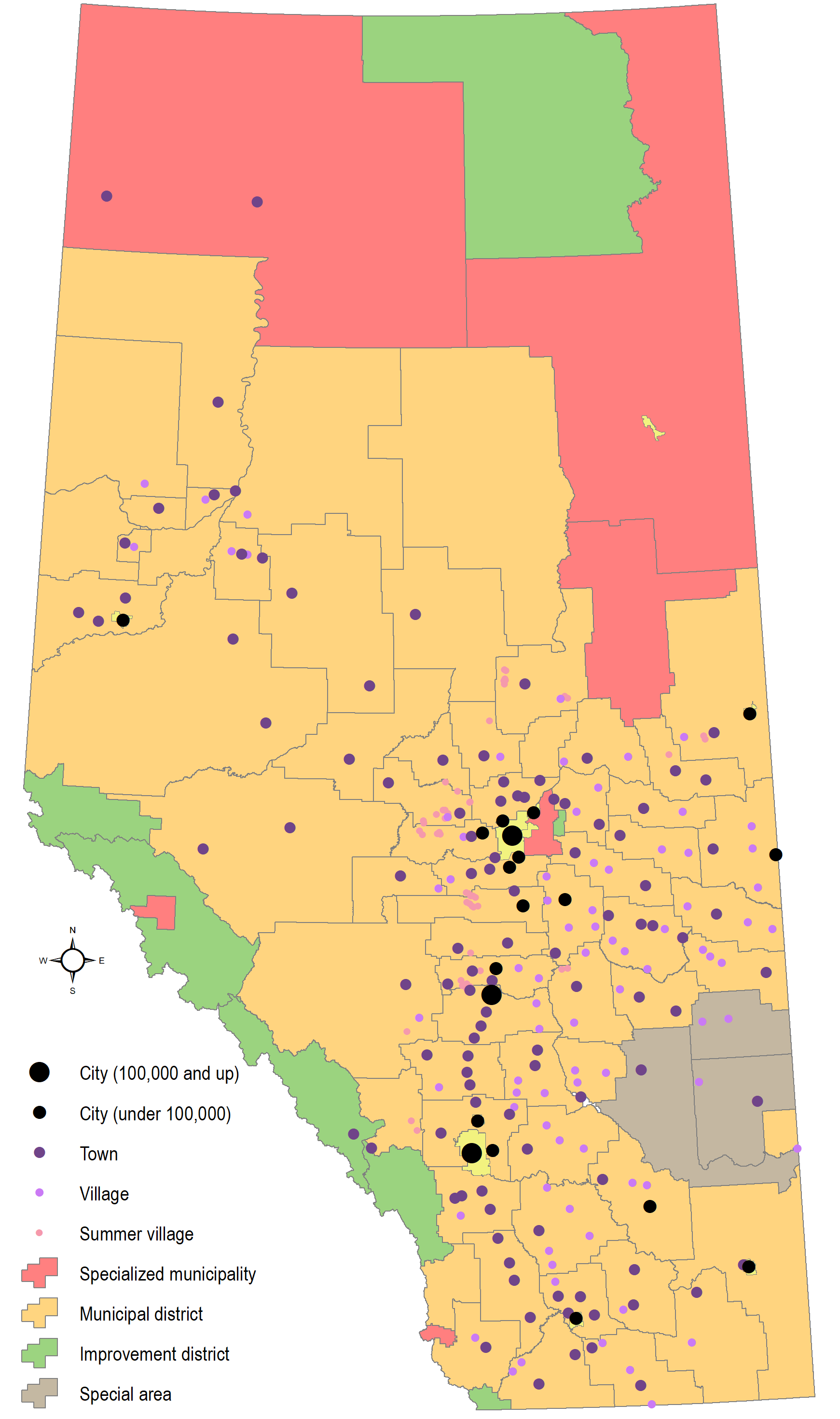

Les élections municipales albertaines de 2021 ont lieu le 18 octobre 2021 afin de renouveler pour quatre ans les maires et les conseils municipaux de la province canadienne d'Alberta, au Canada. Un double référendum est organisé le même jour.

## Résultats des villes majeures
- Edmonton : Amarjeet Sohi élu maire avec 45,05 % des voix.
- Calgary : Jyoti Gondek élue maire avec 45,17 % des voix .